# Martin Marietta
Martin Marietta — американська компанія, заснована в 1961 році злиттям компанії Martin з американською корпорацією American-Marietta. Новостворена компанія стала однією з провідних виробників агрегатів машинобудування, цементу та хімічних речовин, аерокосмічної і електронної галузей.
У 1982 році Martin Marietta пережила вороже поглинання корпорацією Bendix, що купила її контрольний пакет акцій. Утім, менеджмент компанії Martin Marietta скористався наявним часом між покупкою і початком управління компанією для того, щоб продати неосновні активи і запустити власну процедуру ворожого поглинання корпорації Bendix (так званий захист Pac-Man). В результаті Bendix стала належати корпорації Allied Corporation.
У 1995 році Martin Marietta об'єдналася з корпорацією Lockheed Corporation, утворивши Lockheed Martin, а в 1996 році сама Lockheed Martin завершила відділення і придбала повну незалежність від власника — Martin Marietta Materials.

## Розробки
- MGM-31 Pershing
- LGM-25C Titan II